# Megaselia bispatulata
Megaselia bispatulata är en tvåvingeart som beskrevs av Bridarolli 1951. Megaselia bispatulata ingår i släktet Megaselia och familjen puckelflugor. Inga underarter finns listade i Catalogue of Life.